# La Alberca de Záncara
La Alberca de Záncara là một đô thị trong tỉnh Cuenca, cộng đồng tự trị Castile-La Mancha Tây Ban Nha. Đô thị này có diện tích là ki-lô-mét vuông, dân số năm 2009 là 1050 người với mật độ người/km². Đô thị này có cự ly 87,7 km so với tỉnh lỵ Cuenca.